# 岐阜日産自動車
岐阜日産自動車株式会社（ぎふにっさんじどうしゃ）とは、岐阜県岐阜市に本社を置く日産自動車の販売会社である。

## 沿革
- 1946年（昭和21年）10月28日 - 岐阜市金園町十丁目16番地に岐阜日産自動車販売株式会社設立。
- 1947年（昭和22年）8月12日 - 商号を（初代）岐阜日産自動車株式会社に変更。
- 1964年（昭和39年）10月23日 - 日通商事株式会社（現・NX商事）に合併し解散。
- 1967年（昭和42年）11月 - 日通商事から独立する形で（二代目）岐阜日産自動車株式会社設立。
- 1981年（昭和56年）
  - 9月22日 - 日産オート岐阜販売株式会社設立。
  - 10月1日 - 日産オート岐阜販売が岐阜日産の営業を譲受し、（三代目）岐阜日産自動車株式会社に商号変更。
- 2006年（平成18年）4月3日 - 会社分割により（四代目）岐阜日産自動車株式会社を設立。三代目法人は岐阜日産資産管理株式会社に商号変更。
- 2007年（平成19年）
  - 日産プリンス岐阜販売株式会社を合併。
  - 10月13日 - 東海地区最大店舗のオートシェルジュ岐阜オープン。

## 事業所

### 日産
- 本部 - 岐阜市東興町1番地
- 金園通り店 - 岐阜市東興町1
- 金華橋北店 - 岐阜市学園町3-44
- 長良福光店 - 岐阜市福光東2丁目10番4号
- 島店 - 岐阜市西島町1番11号
- 県庁前店 - 岐阜市江添2-6-25
- 岐阜西店 - 岐阜市柳津町上佐波西1丁目84番地
- 鏡島店 - 岐阜市鏡島精華3-5-14
- 長良店 - 岐阜市上土居1-6-2
- サンブリッジ北方店 - 本巣郡北方町平成7-46
- 本巣店 - 本巣市上真桑2258-1
- 大垣店 - 大垣市犬ヶ渕町59
- オートシェルジュ岐阜 - 羽島郡岐南町三宅5丁目320番地
- 各務原鵜沼店 - 各務原市鵜沼西町3-233
- 各務原店 - 各務原市鵜沼川崎町2丁目95番地
- 大垣赤坂店 - 大垣市赤坂新田1-70
- 大垣万石店 - 大垣市万石3丁目75番地の3
- 大垣西店 - 大垣市長松町875番地の1
- 大垣インター店 - 大垣市内原2-183
- 羽島店 - 羽島市竹鼻町飯柄西折戸147-1
- 多治見池田店 - 多治見市池田町5-310
- 中津川西店 - 中津川市茄子川堤下2076番地
- 土岐店 - 土岐市泉町定林寺703番地の1
- 土岐肥田店 - 土岐市肥田浅野笠神町1-18
- イオンモール土岐店 - 土岐市土岐津町土岐口1372-1
- 可児店 - 可児市下恵土字広瀬5872-1
- 日本ライン店 - 可児市土田3830番地の1
- 多治見バイパス店 - 多治見市白山町4－24
- 中津川店 - 中津川市茄子川堤下2076-1
- オートシェルジュ関 - 関市新田5番1号
- 各務原そはら店 - 各務原市蘇原三柿野町字往来添901-6
- 高山インター店 - 高山市松本町249
- 高山店 - 高山市上岡本町1丁目23
- 郡上店 - 郡上市八幡町五町1丁目1番地9
- 新太田橋店 - 美濃加茂市野笹町2-7-31
- 法人営業室 - 岐阜市東興町1

中古車
- カーパレス県庁前 - 岐阜県岐阜市江添2丁目7番22号
- カーパレス各務原 - 各務原市那加信長町3-95-1
- カーパレス中津川 - 中津川市茄子川字青木1989-1
- カーパレス可児 - 可児市下恵土字広瀬5908-1
- カーパレス高山 - 高山市松本町249

### ルノー
- ルノー岐阜 - 岐阜市金園町10丁目16番地